# El Cayo (sitio arqueológico)
El Cayo, originalmente llamado Yax Niil y de forma extendida Yax Akul Ha’ Yax Nil (“río de tortugas verdes”), es una zona arqueológica de la cultura maya datada en el periodo clásico ubicada en la Cuenca del Usumacinta del estado de Chiapas, México. El Cayo se encuentra sobre la ribera del río Usumacinta y fue una importante ciudad maya subordinada durante un periodo al reinado de Piedras Negras, sitio que se ubica a pocos kilómetros del otro lado del río.
Entre los hallazgos más relevantes de El Cayo se encuentran numerosas estelas, monumentos con inscripciones jeroglíficas y un altar en perfecto estado de conservación que narran el complejo contexto y organización política que se vivía durante el periodo clásico en la región de la Cuenca del Usumacinta, la mayor parte de la zona se encuentra inexplorada.

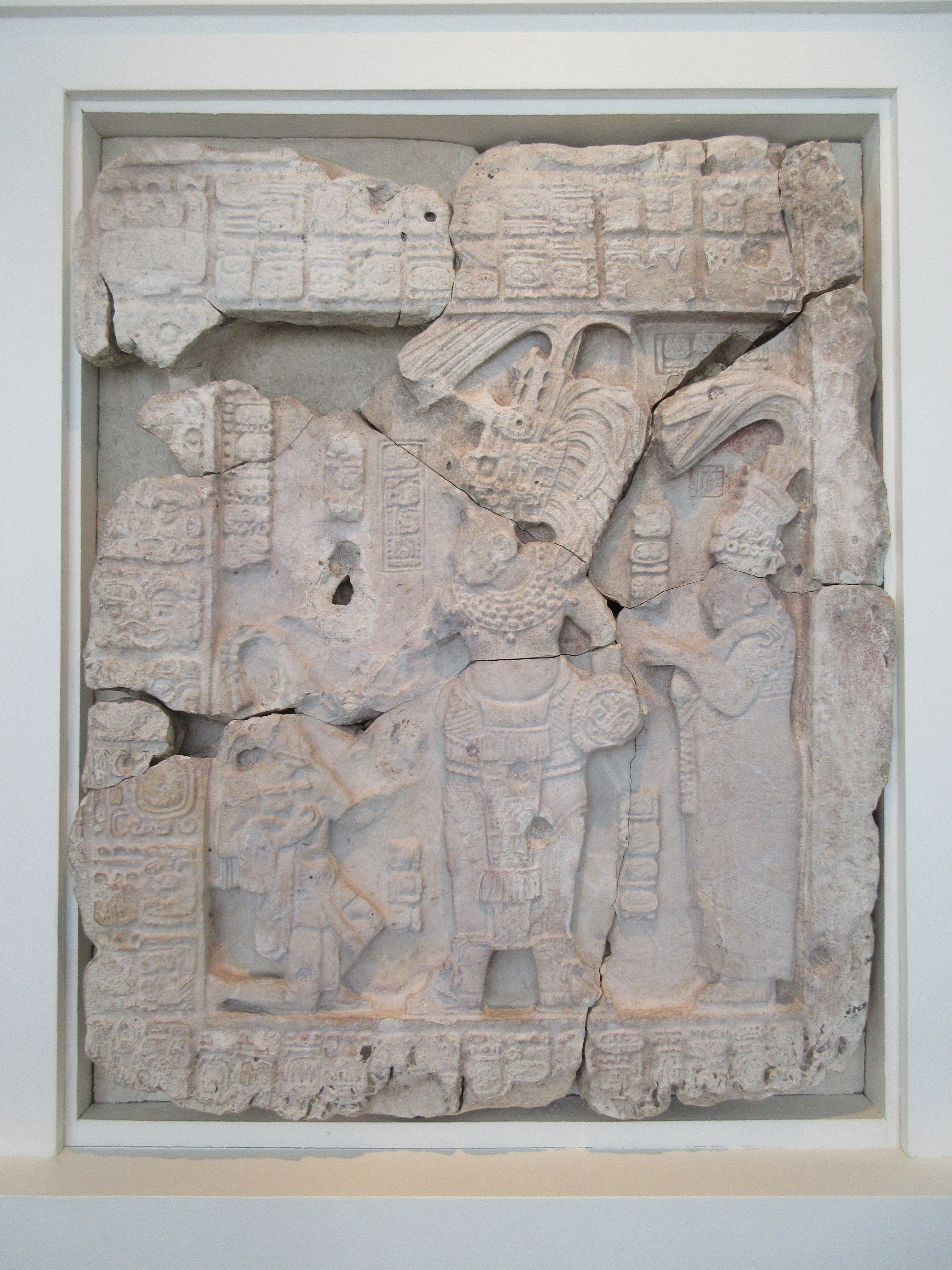
Lintel de El Cayo conmemorando la victoria de un gobernante.

## Historia
El origen de El Cayo se dio durante finales del periodo preclásico tardío y se desarrolló hasta el clásico tardío, su ubicación a orillas del río Usumacinta le otorgó una gran importancia geopolítica en la región. El Cayo permaneció durante su desarrollo como un estado subordinado al reinado de Piedras Negras, con notable relación de sus gobernantes con los líderes de la capital. Sus gobernantes fueron ascendidos bajo el cargo de sajal, un título otorgado a un noble subordinado cercano al gobernante de una capital mayor y que formaba parte de la corte real, en este caso vasallo de Piedras Negras.
El Altar 4 de El Cayo tiene registrada la inscripción en cuenta larga de 9.11.12.1.3 13 Ak'bal 11 Yax que equivale al 1 de septiembre del año 664 d.c. y se indica como la fecha de nacimiento de un sajal de El Cayo de nombre Aj Chak Wayab' K'utim. El Altar ilustra la imagen de Aj Chak Wayab' K'utim sentado frente a un incensario realizando una ceremonia de fin de ciclo en la fecha en cuenta larga de 9.15.0.0.0 4 Ajaw 13 Yax que corresponde al 18 de agosto del año 731 d.c.
El Panel 1 de El Cayo tiene registrada la fecha de nacimiento de un noble llamado Chan Panak’ Wayib’ en cuenta larga de 9.16.0.2.16 6 Kib’ 9 Mol correspondiente al 30 de junio del año 751 d.c. Posteriormente narra que el día 18 de abril del 763 el entonces gobernante de Piedras Negras participó en la ceremonia de ascenso al poder de Chan Panak’ Wayib’ para su futura sucesión a sajal, después de esto se registra que años más tarde Aj Sak Maax, gobernante de Sak Tz’i encomendó a otro sajal de nombre Aj Chak Suutz' K'utiim lo que indicaría que Piedras Negras habría perdido su dominio sobre El Cayo.
El sitio fue descubierto y documentado por primera vez en 1897 por el arqueólogo Teobert Maler en una expedición donde registró la presencia de varios monumentos y un palacio principal. Luego de la expedición de Teobert Maler, El Cayo permaneció varias décadas sin volver a ser explorado, años más tarde sería descubierto en perfectas condiciones el Altar 4 lo que le dio relevancia nuevamente a la zona, pero también lo puso en riesgo de saqueo. A partir de ahí se vivieron conflictos con los pobladores cercanos que impedían las exploraciones. En 1997 un grupo de arqueólogos que intentaban extraer el Altar 4 para resguardarlo fueron secuestrados y amenazados por la gente local, este incidente provocó que se cancelara cualquier investigación o exploración arqueológica en la zona hasta la actualidad.

## Gobernantes de El Cayo
- Aj Chak Wayab' K'utim
- Chan Panak' Wayib
- Aj Chak Suutz' K'utiim